# ジョン・スミット
ジョン・スミット（John Smit、1978年4月3日 - ）は、南アフリカの元ラグビーユニオン選手。

## プロフィール
- 南アフリカ・ピーターズブルグ出身[1]。
- 現役時代のポジションはプロップ(PR)、フッカー(HO)。
- 身長 188cm、体重 122kg
- 南アフリカ代表通算キャップ数は111。
- 2003年W杯・2007年W杯・2011年W杯の南アフリカ代表に選ばれた[2]。
- 2003年から2011年まで南アフリカ代表の主将を務めて、2007年W杯・2011年W杯の南アフリカ代表の主将を務めた[3]。

## 来歴
シャークス (カリーカップ)、シャークス、ASMクレルモン、サラセンズを経て、2013年、現役を引退した。

## 受賞歴
- IRPA特別賞:2023年[5]